# Koichiro Hirayama
Koichiro Hirayama, född den 9 september 1946 i Kagoshima, Japan, är en japansk brottare som tog OS-silver i flugviktsbrottning i den grekisk-romerska klassen 1972 i München och därefter OS-brons i samma viktklass fyra år senare 1976 i Montréal.